# Хорхе Ортіс
Хорхе Ортіс (ісп. Jorge Ortiz, нар. 20 червня 1984, Кастелар) — аргентинський футболіст, що грав на позиції півзахисника за низку аргентинських клубних команд та шведський АІК.

## Ігрова кар'єра
Народився 20 червня 1984 року в Кастеларі. Вихованець футбольної школи клубу «Сан-Лоренсо». Дорослу футбольну кар'єру розпочав 2005 року в основній команді того ж клубу, в якій провів один сезон, взявши участь у 10 матчах чемпіонату, після чого здобував ігрову практику, граючи на правах оренди за «Арсенал» (Саранді).
Повернувсшись з оренди, пограв трохи за рідний «Сан-Лоренсо», а 2008 року перебрався до Швеції, уклавши контракт з клубом АІК. Відіграв за команду з Стокгольма наступні три сезони своєї ігрової кар'єри. 2009 року допоміг їй зробити «золотий дубль», вигравши чемпіонат і Кубок країни.
2011 року повернувся на батьківщину, знову ставши гравцем «Арсенала» (Саранді). Протягом наступного десятиріччя встиг пограти за цілу низку аргентинських клубів та мексиканський «Тігре».
Завершував ігрову кар'єру виступами за все той же «Арсенал» (Саранді) 2022 року.

## Титули і досягнення
- Чемпіон Швеції (1):

АІК: 2009
- Володар Кубка Швеції (1):

АІК: 2009
- Володар Суперкубка Швеції (1):

АІК: 2010
- Чемпіон Аргентини (1):

«Арсенал» (Саранді): 2012 (Клаусура)
- Володар Суперкубка Аргентини (1):

«Арсенал» (Саранді): 2012
- Володар Південноамериканського кубка (1):

«Ланус»: 2013